# Đuro Blažeka
Đuro Blažeka (ur. 8 kwietnia 1968 w Prelogu) – chorwacki językoznawca, leksykograf, pedagog, dialektolog; specjalista w zakresie dialektów kajkawskich.
W 1998 r. uzyskał magisterium na podstawie pracy Govor Preloga („Gwara Prelogu”), a w 2004 r. doktoryzował się na podstawie rozprawy Govori Međimurja („Gwary Međimurja”). Studiował także w Salzburgu, w Austrii. W 1998 r. został nauczycielem akademickim na Wydziale Pedagogicznym w Čakovcu. Od 1 czerwca 2006 do 11 października 2009 pracował w Wyższej Szkole Pedagogicznej w Zagrzebu.
Publikuje książki i artykuły o dialektach kajkawskich.

## Wybrana twórczość
- S. Belović–Đ. Blažeka: Rječnik govora Svetog Đurđa (Rječnik ludbreške Podravine), Sveučilište u Zagrebu Učiteljski fakultet ISBN 978-953-7210-19-9.